# تپه پیرآغاجی
تپه پیر آغاجی مربوط به سده‌های اولیه دوران پس از اسلام است و در شهرستان مشگین‌شهر، بخش مرکزی، دهستان آلنی، روستای آلنی واقع شده و این اثر در تاریخ ۲۸ اسفند ۱۳۸۵ با شمارهٔ ثبت ۱۹۰۱۳ به‌عنوان یکی از آثار ملی ایران به ثبت رسیده است.